# هذرها
هذرها (به انگلیسی: Heathers) فیلمی ۱۰۳ دقیقه‌ای در ژانر کمدی سیاه به کارگردانی مایکل لمان با بازی وینونا رایدر محصول سال ۱۹۸۸ کشور ایالات متحده آمریکا است.